# Hyde Parker (Admiral, 1739)

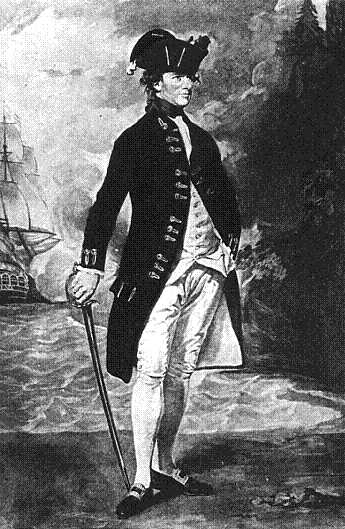
Admiral Sir Hyde Parker, gemalt von George Romney

Sir Hyde Parker (* 1739; † 16. März 1807) war Admiral der Royal Navy.

## Leben
Er war der zweite Sohn von des Sir Hyde Parker, 5. Baronet (1714–1782), Vice-Admiral der Royal Navy aus dessen Ehe mit Sarah Smithson.
Er trat bereits in jungen Jahren der Royal Navy bei und wurde 1758, nachdem er seine ersten Dienstjahre auf den Schiffen seines Vaters geleistet hatte, zum Lieutenant befördert. Fünf Jahre später wurde er Post-Captain und diente von 1766 an für einige Jahre um die British West Indies und in nordamerikanischen Gewässern, wo er sich besonders beim Durchbruch durch die Verteidigungslinien am North River bei New York auszeichnete. 1779 wurde er für diese Verdienste als Knight Bachelor geadelt. 1778 war er an der Savannah-Expedition beteiligt. Ein Jahr später wurde sein Schiff vor der feindlichen Küste Kubas zerstört und er musste sich mit seinen Männern verschanzen, wurde aber später gerettet. Parker war mit seinem Vater an der Doggerbank und mit Richard Howe bei zwei Einsätzen in der Straße von Gibraltar.
1793, kurz nachdem er Rear-Admiral geworden war, diente er unter Samuel Hood bei der Belagerung von Toulon und auf Korsika und 1795, nun bereits Vice-Admiral, unter William Hotham in den unentschiedenen Flottenaktionen bei Genua und bei den Hyerischen Inseln. Von 1796 bis 1800 war er Kommandeur auf Jamaika und steuerte die Operationen auf den British West Indies. Am 14. Februar 1799 wurde er zum Admiral of the Blue befördert. 1801, Großbritannien befand sich im Krieg mit Frankreich, wurde ihm und seinem Stellvertreter Horatio Nelson das Kommando über die Seestreitmacht gegeben, die die bewaffnete Neutralität durchbrechen und die Flotten der Staaten Russland, Schweden und Dänemark durch einen Präventivkrieg vernichten sollte, um so einen Zusammenschluss dieser drei Verbände zu verhindern.
Das erste Ziel der Mission, Kopenhagen, fiel am 2. April 1801 durch den heftigen Angriff von Nelsons Geschwader in der Seeschlacht von Kopenhagen. Parkers schwerere Schiffe hatten hieran nur kleineren Anteil. Parker zögerte nach diesem Sieg, weiter in die Ostsee vorzudringen – eine Entscheidung, die später schwer kritisiert wurde. Bald darauf wurde er abberufen und Nelson sein Nachfolger. Am 23. April 1804 wurde er zum Admiral of the White und am 9. November 1805 zum Admiral of the Red befördert.
Parker starb im Jahr 1807.

## Familie
In erster Ehe heiratete er Anne Boteler und hatte mit ihr zwei Söhne, darunter Hyde Parker (1786–1854), der Vice-Admiral der Royal Navy wurde.
In zweiter Ehe heiratete er am 23. Dezember 1800 Frances Onslow, Tochters des Admirals Sir Richard Onslow, 1. Baronet (1741–1817). Mit ihr hatte er zwei Töchter und einen Sohn, Richard Parker (1804–1885), der General der British Army wurde.